# Kahkewistahaw 72
Kahkewistahaw 72 är ett reservat i Kanada.   Det ligger i provinsen Saskatchewan, i den sydöstra delen av landet, 2 100 km väster om huvudstaden Ottawa.
Trakten runt Kahkewistahaw 72 består till största delen av jordbruksmark. Trakten runt Kahkewistahaw 72 är nära nog obefolkad, med mindre än två invånare per kvadratkilometer.